# Трилогія
Трило́гія — три самостійні твори одного автора (літературні, музичні), пов'язані єдністю задуму, сюжету тощо.
Первинно в давньогрецькій літературі — три трагедії, об'єднані в одне ціле єдиністю фабули або ідейного змісту.
Найпоширеніші трилогії в літературі, кіно, а також відеоіграх, рідше — в образотворчому мистецтві та музиці.

## Приклади трилогій

### Кіно
- «Зоряні війни» — оригінальна трилогія «Епізод IV — Нова Надія», «V — Імперія Завдає Удару у Відповідь» і «VI — Повернення Джедая», доповнена трилогією приквелів «Епізод I — Прихована Загроза», «II — Атака Клонів» і «III — Помста Ситів» і продовжень, початою фільмом «Епізод VII — Пробудження Сили»

- «Володар Перснів» і «Хоббіт» — екранізації однойменних творів Дж. Р. Р. Толкіна, розділені на три фільми кожна.
- Трилогію «Міленіум» було екранізовано в Швеції: «Дівчина з татуюванням дракона», «Дівчина, яка грала з вогнем», «Дівчина, яка підривала повітряні замки».

### Відеогри
- Halo — серія шутерів від першої особи про боротьбу суперсолдата Майстра Чіфа проти чужопланетних фанатиків, основні ігри якої поділені на «Оригінальну трилогію» та трилогію «Сага Відновника».
- Mass Effect (трилогія Шепарда) — серія рольових ігор про космічні пригоди командера Шепарда та його команди.
- Starcraft II — епізодична стратегія в реальному часі про боротьбу трьох космічних цивілізації. Складається з оригінальної гри Wings of Liberty та доповнень Heart of the Swarm і Legacy of the Void